# Campaspe River (Murray River)
Der Campaspe River ist ein Fluss in der Mitte und im Norden des australischen Bundesstaates Victoria.

## Name
Er wurde von Major Mitchell nach Kampaspe, einer Gespielin Alexanders des Großen benannt. Bei den Aborigines der Gegend um Rochester hieß der Fluss Yalooka.

## Flusslauf
Von seiner Quelle in den Vorbergen der Great Dividing Range fließt der Fluss nach Norden und mündet bei Echuca in den Murray River.

### Oberlauf
Der Campaspe River entspringt im Wombat State Forest nordwestlich von Bullengarook und südwestlich von Macedon, nicht weit vom Firth Park, einem örtlichen Campingplatz und historische Sehenswürdigkeit.  Von dort fließt der Fluss nach Westen in die Stadt Woodend, wo er seinen Lauf nach Norden wendet und die Stadt Kyneton durchquert. Dort unterquert er auch den Calder Highway (Melbourne-Bendigo über Kyneton).

### Mittellauf
Der Mittellauf des Flusses ist durch den Lake Eppalock dominiert, einen Stausee, der auch den wichtigsten Nebenfluss des Campaspe River, den Coliban River, aufnimmt.
In diesem Bereich liegen die Kleinstädte Redesdale (oberhalb des Lake Eppalock) und Axedale (unterhalb des Lake Eppalock) am Fluss. Dort kreuzt auch der McIvor Highway (Melbourne–Bendigo über Heathcote) den Fluss.

### Unterlauf
Die Städte Elmore und Rochester befinden sich am Unterlauf des Campaspe River. Dort queren der Midland Highway (Bendigo–Shepparton) und der Northern Highway (Melbourne–Echuca) den Fluss.
Bei Echuca mündet der Fluss in den Murray River.

## Geschichte
Etliche Jahrtausende lang lebten Aborigines im Gebiet um den Campaspe River. Die Siedler aus Europa kamen 1834 am Oberlauf an.
Nachdem die Europäer die Gegend um Kyneton besiedelt hatten, entfernten sie die ursprüngliche Vegetation und pflanzten stattdessen Weiden und Weißdornhecken, von denen auch heute noch einige zu sehen sind. 
Einige Jahre lang waren Freiwillige aus der Gegend damit beschäftigt, nach und nach die Weiden wieder zu entfernen. An den weidenfreien Uferabschnitten wurden wieder einheimische Baumarten angepflanzt. Wander- und Radwege wurden auf einem Flussufer angelegt, sodass ein kleines Erholungsgebiet für Kyneton entstand.